# Martin Čokl
Martin Čokl (* 12. Oktober 1907 in Zibika, Untersteiermark, heute zur Gemeinde Šmarje pri Jelšah; † 13. November 2014 in Ljubljana) war ein jugoslawischer Forstwissenschaftler.

## Leben
Martin Čokl schloss 1931 ein Studium der Forstwissenschaft an der Universität Zagreb ab. Ab 1934 war er in der staatlichen Forstverwaltung der Dravska banovina tätig. Im Zweiten Weltkrieg war er in verschiedenen deutschen und italienischen Kriegsgefangenenlagern (unter anderem im Stammlager III A in Luckenwalde) und im KZ Dachau interniert.
Nach dem Krieg war er Mitarbeiter des Gozdarski inštitut (Forstwirtschafts-Institut) in Ljubljana. Ab 1964 war er Professor für Dendrometrie an der Universität Ljubljana; 1977 trat er in den Ruhestand. Er veröffentlichte zahlreiche Bücher sowie Artikel in Fachzeitschriften.
Am 9. Oktober 2014 fand in dem Altenheim in Ljubljana, in dem Čokl zuletzt lebte, eine Feier aus Anlass seines 107. Geburtstages sowie des 100. Geburtstages eines weiteren Bewohners statt, an der der slowenische Staatspräsident Borut Pahor teilnahm. Am 15. Januar 2015 erschien in der Tageszeitung Delo ein Nachrufartikel „Martin Čokl, 1907–2014“. Ein weiterer Nachruf erschien in der Zeitschrift Gozdarski vestnik.

## Veröffentlichungen
- Smolarski priročnik, 1947
- Kako pogozdujemo, 1948
- (mit Vladimir Tregubov): Prebiralni gozdovi na Snežniku : vegetacijska in gozdnogospodarska monografija, 1957
- Gozdarski in lesnoindustrijski priročnik : tablice, 1958; 5. Aufl. 1980
- (als Herausgeber): Tablice za kubiciranje okroglega lesa z mnogokratniki, 1960
- (als Herausgeber): Tarife za urejanje gozdov z mnogokratniki, 1961
- Tehnika odkazovanja, 1962
- Racionalizacija metod za urejanje gozdov, 1970
- Racionalizacija urejanja mladonosnih gozdov, 1975
- Metodika ugotavljanja razvoja sestojev, 1976
- Merjenje sestojev in njihovega potenciala, 1977